# Théophile Malo Corret de la Tour d’Auvergne

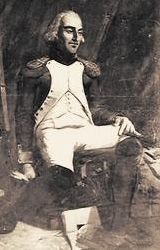
Théophile Malo Corret de la Tour d’Auvergne.

Théophile Malo Corret de la Tour d’Auvergne (* 23. November 1743 in Carhaix „auf dem Territorium der Aribogenen“ Bretagne; † 27. Juni 1800 in Oberhausen (bei Neuburg/Donau), Bayern) war ein französischer Offizier in der Revolutionsarmee.

## Leben

### Frühes Leben
Er war ein Sohn des Anwalts Olivier Corret und der Jeanne Lucrèce Salaün, doch behauptete er später, von einem unehelichen Sohn Turennes abzustammen, und fügte 1777 seinem Namen jenen des Geschlechts La Tour d’Auvergne hinzu. Er studierte auf dem Jesuitenkolleg zu Quimper, wo er sich durch sein Interesse für alte und neue Sprachen auszeichnete. Er trat mit 23 Jahren in die Armee ein, diente seit 1767 bei den schwarzen Musketieren und wurde im gleichen Jahr zum Leutnant des Infanterieregiments Angoumois befördert.
Der Friede ließ La Tour d’Auvergne Zeit, seine Studien fortzusetzen. Eifrig las er den Polybios und Vegetius und die Schriften von Folard und Montecuculi. Am meisten interessierten ihn aber die Kommentare von Caesar, weil er hier genaue Berichte über das antike Frankreich (Gallien) fand, dessen ältere Geschichte seine Aufmerksamkeit fesselte.
Dennoch wollte La Tour d’Auvergne seine Militärlaufbahn fortsetzen. Nachdem er vergebens gebeten hatte, in amerikanischen Diensten gegen die Briten zu kämpfen, benutzte er 1781 einen Urlaub, um sich nach Spanien zu begeben, und wohnte der Belagerung von Mahon bei, das die Briten verteidigten. Als Freiwilliger in die spanisch-französische Armee unter dem Herzog von Crillon aufgenommen, zündete er unter den Kanonen von Mahon eine britische Fregatte und mehrere Fahrzeuge mit Munition an; unter dem Kugelhagel holte er einen verwundeten Freund aus der Kampfzone. Als Anerkennung seiner Verdienste ernannte ihn der Herzog von Crillon zu seinem Adjutanten, nachdem er den Oberbefehl über die Freiwilligen ausgeschlagen hatte; König Karl III. von Spanien verlieh ihm einen Orden. Wieder zu seinem Regiment zurückgekehrt, studierte er mit Jacques Le Brigant die Beziehungen, die zwischen den alten und den lebenden Sprachen Europas mit der keltischen bestehen könnten, wie sie sich in der Bretagne erhalten habe. 1784 wurde er Hauptmann.

### Militärkarriere während der Französischen Revolution

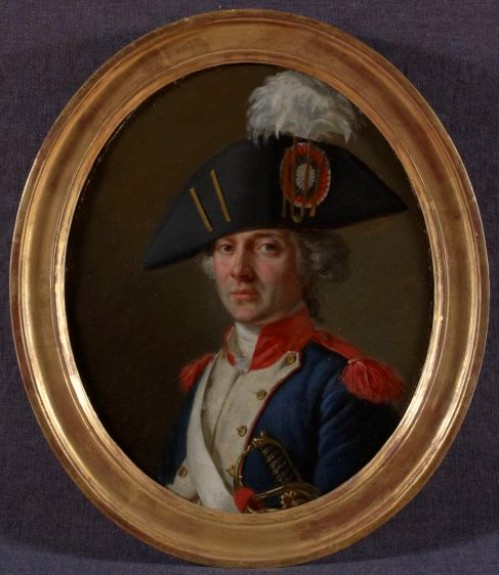
Théophile Malo Corret de la Tour d’Auvergne, Porträt im Musée de la Révolution française.

La Tour d’Auvergne sympathisierte mit der Amerikanischen Revolution und war ein begeisterter Unterstützer der 1789 ausgebrochenen Französischen Revolution. Noch immer war er, weil er mit seltener Bescheidenheit jedes Avancement abgelehnt hatte, Grenadierhauptmann. Im Jahr 1792 machte er in dieser Eigenschaft unter Montesquiou den Feldzug mit, focht ruhmreich gegen die Sarden und drang, den Degen in der Faust, an der Spitze seiner Kompanie zuerst in Chambéry ein. 1793 wurde er zur Armee der Westpyrenäen unter Joseph Servan gesandt, der ihn zum Kommandanten eines als Elitetruppe und meist als Vorhut dienenden Grenadierkorps von 8000 Mann machte. Dieses Korps flößte den Feinden große Furcht ein und erhielt die Titulierung „Höllische Kolonne“; oft entschied es den Sieg.
Nicht nur durch Tapferkeit zeichnete sich La Tour d’Auvergne aus, sondern er war auch ein vorzüglicher Taktiker. Er legte seine Pläne dem Kriegsrat, dem er angehörte, vor; sie wurden häufig angenommen und er führte sie aus, ohne vor einer Gefahr oder Schwierigkeit zurückzuschrecken. Mit nur einer Kompanie und acht Geschützen nahm er bei Nacht die starke Festung San Sebastian; wiederholt schlug er die Spanier, durchbrach ihre Verteidigungslinien, nahm ihnen Magazine und machte 9000 Gefangene. Trotzdem wollte ihn die Pariser Regierung als ehemaligen Adligen absetzen, wogegen seine Soldaten derart protestierten, dass sie nachgab. La Tour d’Auvergne wies kurzweg und mit kriegerischem Freimut die Einmischung der Volksrepräsentanten zurück, war zu stolz, ihnen zu schmeicheln, verachtete ihre Gunst und teilte alle Entbehrungen der einfachen Soldaten, marschierte stets zu Fuß und lieferte Bravourstücke ab, so dass er sich tiefer Verehrung durch seine Soldaten erfreuen konnte.
Nach dem Frieden von Basel nahm La Tour d’Auvergne aus Gesundheitsgründen Urlaub und schiffte sich im Juni 1795 in Bordeaux nach Brest ein, fiel jedoch einem britischen Freibeuter in die Hände und wurde als Gefangener mit mehreren seiner Landsleute nach Cornwall gebracht. Er nutzte die Zeit, die er dort verbringen musste, zur Untersuchung der Landessprache und deren Vergleichung mit der gallischen und bretonischen. Er drohte, als britische Soldaten die französischen Gefangenen zwingen wollten, ihre Kokarden abzulegen, denjenigen zu durchbohren, der Gewalt anwenden würde.
Im Jahr 1797 durfte La Tour d’Auvergne bei einem Gefangenenaustausch nach Hause zurückkehren, wurde aber mit 800 Francs Pension verabschiedet, was umso empfindlicher sein musste, da sein väterliches Erbe jährlich nur 1600 Francs abwarf. Dennoch beklagte er sich nicht. Bald bot ihm die Regierung den Grad und die Pension eines Brigadegenerals an, was er ablehnte. Er pflegte eine sehr einfache Lebensweise, gab trotz seiner relativ bescheidenen finanziellen Verhältnisse den Armen reichlich und beschränkte seine Ausgaben auf das Notwendigste.
Bereits 1792 war in Bayonne La Tour d’Auvergnes Werk Nouvelles Recherches sur la langue, l'origine et les antiquités des Bretons, pour servir á  l’histoire de ce peuples  mit einem polyglotten Wörterbuch erschienen und 1795 eine zweite Auflage gefolgt; jetzt arbeitete er in Passy, wohin er sich zurückgezogen hatte, an der dritten Auflage, die 1801 in Hamburg als Origines gauloises, celles des plus anciens peuples de l’Europe, puisées dans leur vraie source … herauskam. Er begann auch ein als Manuskript hinterbliebenes polyglottes Wörterbuch, in dem er Worte aus 42 Sprachen und Mundarten verglich, und einen Dictionnaire Breton-Gallois-Français (s. Kapitel Werke).
Als die Assignaten fielen, sah La Tour d’Auvergne sich gezwungen, um Unterstützung anzusuchen, so dass ihm der Kriegsminister 1200 Francs anbot. Er nahm indessen nur 120 Francs davon als die Summe seines augenblicklichen Bedarfs. Auch hatte er durch sein Ansehen dem Herzog von Bouillon die Restitution von Besitzungen erwirkt; als ihm dieser aber ein Gut in Beaumont-le-Roger mit 10.000 Francs Ertrag anbot, lehnte er es ab. Die Aushebung traf 1799 den letzten Sohn seines mittlerweile 80 Jahre alten Studiengenossen Le Brigant, die einzige Stütze des Mannes, der 22 Kinder gehabt hatte; der Sohn war von schwächlicher Natur und der Vater wollte verzweifeln. Da erwirkte La Tour d’Auvergne vom Direktorium die Erlaubnis, dass er für Ersteren als Einstand zum Regiment gehen durfte, und rückte an dessen Spitze 1799 in Zürich ein, in André Massénas Heer während dessen Feldzugs in der Schweiz dienend. Er nahm auch Münzen und Inschriften mit, die er in den Ruinen des antiken Vindonissa aufgefunden hatte.

### Tod und Gedenken

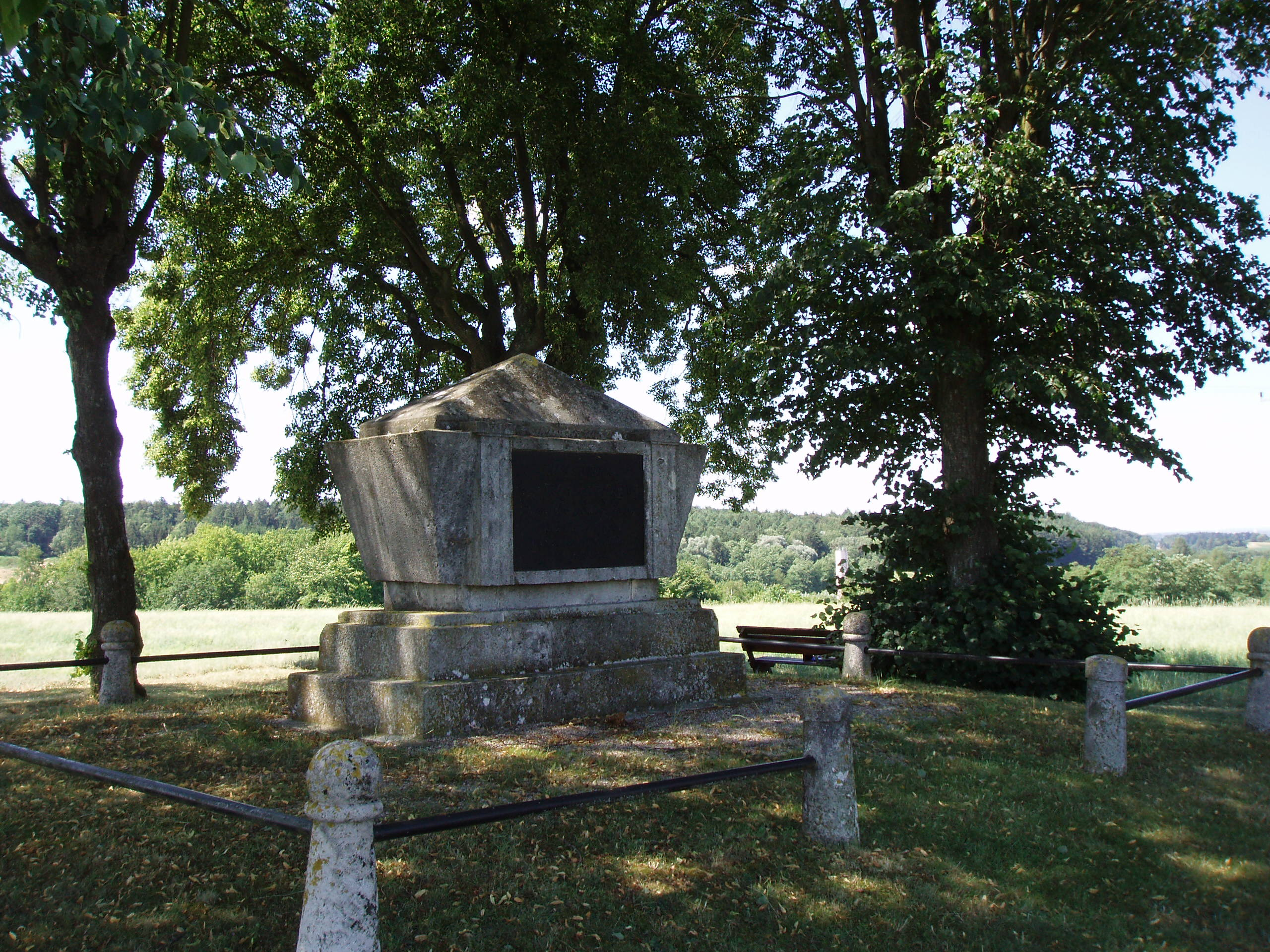
Das Latour-Denkmal bei Oberhausen

Im Jahr 1800 kehrte La Tour d’Auvergne nach Passy zurück und sollte im Gesetzgebenden Körper dienen, zog aber den alten Kriegerberuf vor. Auf Carnots Bericht verlieh ihm Napoleon Bonaparte, damals Erster Konsul, einen Ehrensäbel und ernannte ihn am 27. April 1800 zum „Premier Grenadier de la Republique“. Er lehnte auch diesen Titel ab und verlangte, in den Kampf ziehen zu dürfen, nicht als erster, aber als ältester Grenadier der Republik. Nachdem er sein Testament gemacht hatte, nahm er als Grenadier der 46. Halbbrigade Dienste unter Jean Victor Moreau bei der Rheinarmee. Er starb aber schon am Abend des 27. Juni 1800 im Gefecht bei Oberhausen in der Nähe Neuburgs (Bayern) bei einem Angriff österreichischer Reiter durch einen Lanzenstich ins Herz und wurde hier bestattet. Das ganze Heer verordnete sich eine dreitägige Trauer um den „Ersten Grenadier“, jeder Soldat spendete einen Tagessold zum Ankauf einer silbernen Urne, die sein Herz umschließen sollte und die bis zur Restauration im Panthéon stand.
Nach der gewonnenen Schlacht ordnete General Moreau im Tagesbefehl vom 1. Juli 1800 die Errichtung eines Denkmals und den Ankauf des Grundstücks für die Republik Frankreich an (Kaufvertrag vom 12. September 1800). Am 30. September 1800 wurden auf dem Grundstück Latour d‘ Auvergne, Oberst Forty und noch zwei französische Offiziere neben dem Denkmal beigesetzt. Im Jahr 1889 wurde der Leichnam exhumiert und nach Paris in das Panthéon überführt.
Sein Gedenkstein, von Franzosen am 20. September 1800 gesetzt, ist mit der Inschrift À la mémoire de LATOUR D’AUVERGNE Premier Grenadier de France auf einer Anhöhe bei Oberhausen zu besichtigen. An seinem eigentlichen Sterbeort, dem (ehemaligen) Forsthaus von Unterhausen, wurde 1980 anlässlich des 180. Todestages Latours eine Gedenktafel enthüllt. Sein Name ist am Triumphbogen in Paris in der 18. Spalte (LTr DAUVERGNE) eingetragen.
In seinem Geburtsort Carhaix-Plouguer ist 1841 auf der Place de la Tour d’Auvergne ein Denkmal von Charles Marochetti mit einer Statue für ihn errichtet worden. Vier Reliefs zeigen verschiedene Ereignisse im Leben des Offiziers: das Erste erinnert an eine Episode des Krieges in Katalonien im Jahr 1782, in dem er den Schüssen der Engländer trotzt und auf seinen Schultern einen katalanischen Offizier trägt. Das Zweite zeigt die Einnahme von Fort Bar in Savoyen am 22. September 1792 unter General Jean Gabriel Marchand. Das Dritte zeigt legendär wie La Tour d’Auvergne Pontrieux verlässt, um in der Armee die Stelle des jüngsten Sohnes eines Freundes zu ersetzen, das Vierte den Tod des Helden in Oberhausen.

## Werke
La Tour d’Auvergne interessierte sich für die Erforschung der bretonischen Sprache und Kultur und veröffentlichte dazu ein Buch. Er publizierte auch ein Werk über die Vorgeschichte der Kelten in Frankreich. Als Quellen verwendete er unter anderem Strabon, Tacitus, Caesar, Pomponius Mela, aber auch die Edda und bretonische mündliche Überlieferungen. Von ihm stammen die Begriffe „Dolmen“ und „Menhir“, die noch heute für die Beschreibung von Megalithen verwendet werden.

### Veröffentlichungen
- Théophile Malo Corret de La Tour d’Auvergne: Origines gauloises, celles des plus anciens peuples de l’Europe, puisées dans leur vraie source, ou Recherches sur la Langue, l’Origine et les Antiquités des Celto-Bretons de l’Armorique, pour servir à l’Histoire ancienne et moderne de ce Peuple, et à celle des Français. Paris 1797 (Digitalisat), dritte Auflage Hamburg/Paris 1801 (Digitalisat)